# カール1世ルートヴィヒ (プファルツ選帝侯)
カール1世ルートヴィヒ（Karl I. Ludwig, 1617年12月22日 - 1680年8月28日）は、プファルツ選帝侯（在位：1648年 - 1680年）。フリードリヒ5世（ボヘミア冬王）とイングランド王ジェームズ1世の娘エリザベスの次男。
イングランド王チャールズ2世・ジェームズ2世兄弟は母方の従弟で、2人の甥でイングランド王兼オランダ総督ウィリアム3世は父方では又従弟、母方では従甥に当たる。

## 生涯

### 生い立ち
兄フリードリヒ・ハインリヒが1629年に若くして水死し、1632年に父が死去したため家督を継いだ。当時の神聖ローマ帝国は三十年戦争の真っ只中で父は選帝侯位を剥奪されたまま死去、カール・ルートヴィヒは選帝侯位奪還に執念を燃やした。
1633年に父方の叔父で摂政のプファルツ＝ジンメルン公ルートヴィヒ・フィリップを通してスウェーデン宰相アクセル・オクセンシェルナと同盟を締結したが、1635年のプラハ条約で帝国から排除された。1639年に選帝侯位奪還を図ろうとしてベルンハルト・フォン・ザクセン＝ヴァイマル亡き後の軍隊を乗っ取ろうとして失敗、フランス宰相リシュリューに捕らえられ10月から翌1640年8月までヴァンセンヌで監禁されたこともある。

### イングランドとの関係
釈放後は亡命先のオランダと母の故郷イングランドを行き来するようになり、イングランドで発生した清教徒革命（イングランド内戦）にも関与した。
1642年1月に母方の叔父のイングランド王チャールズ1世が長期議会へ武力行使を仕掛けた際に同行、失敗してチャールズ1世がロンドンを離れた時もついて行ったが、経済難で議会から下賜金を支給される立場でもあり、議会へ強硬的な国王側近とは関係無いことを知らせたり、ヨークから母へ手紙を送ったりして次第に国王から距離を取った。
4月に国王がハルに入城を拒否されるとそれを機に離脱、第一次イングランド内戦では議会派寄りになり、王党派に加わった2人の弟ループレヒトとモーリッツを非難している。
1644年8月にロンドンを訪問、歓迎した議会派からホワイトホール宮殿の一室を与えられ、ウェストミンスター会議出席も認められた。カール・ルートヴィヒの訪問目的は明らかでないが、ドイツの選帝侯領回復を主張するため、あるいは議会派（独立派）のヘンリー・ベインから提案されたチャールズ1世を廃位した後のイングランド王位継承を確認するためと推測される。いずれも実現しなかったが、カール・ルートヴィヒは厳粛な同盟と契約に誓いを立て議会派寄りの姿勢を示し、議会も年金を支給して彼を丁重にもてなした。また、カール・ルートヴィヒが議会派に厚遇されたことで、チャールズ1世はループレヒトが兄に内通していると疑い、1645年にブリストルで降伏したループレヒトを排除するという思わぬ結果をもたらした。
1648年のヴェストファーレン条約によって選帝侯位を回復した（バイエルン公マクシミリアン1世がカール・ルートヴィヒの父から奪った選帝侯位はそのままとされ、カール・ルートヴィヒには新たな選帝侯を与えられた）。1649年1月30日にチャールズ1世処刑を見届け帰国、10月7日にプファルツへ戻った。

### 選帝侯復位後
復帰後はハイデルベルク城に入って荒廃した領土の復興に取り組み、農業の振興、マンハイムの再建と1652年に法学者ザミュエル・フォン・プーフェンドルフを招聘してハイデルベルク大学の教授に引き立て、学問の振興も図った。また宗教に寛容で、領内に全宗派の同権を施行、1680年にはマンハイムにプロテスタント（ルーテル教会・改革派教会）・カトリックを束ねた一致教会を建立した。ユダヤ人のバールーフ・デ・スピノザのハイデルベルク大学招聘も考えたが、断られている。
しかし家庭環境は悪く、浪費家の妃シャルロッテとの関係が悪化していくにつれ離婚を考えるようになり、許可が下りないまま1658年1月に愛人マリー・ルイーゼ・フォン・デーゲンフェルトと貴賤結婚（重婚）したことは物議を醸した。こうした環境が娘のエリーザベト・シャルロッテ（リーゼロッテ）に悪影響を及ぼす懸念と、シャルロッテがハイデルベルク城に留まる理由を無くす口実から、1659年6月にリーゼロッテをハノーファーへ嫁いだ末妹ゾフィーに預け、1663年にシャルロッテが実家へ戻ったことを機にリーゼロッテを呼び戻し、マリー・ルイーゼと彼女が産んだ子供達と共に新しい家庭を過ごした。
1671年に領土の安泰を図るため、リーゼロッテをフランス王ルイ14世の弟オルレアン公フィリップに嫁がせ、仏蘭戦争では中立の立場を取ったが効果は無く、1674年にフランス大元帥テュレンヌ子爵率いるフランス軍がプファルツ選帝侯領に駐屯・略奪したことに反発、神聖ローマ帝国諸侯軍に味方した。
1680年、62歳で死去した。晩年はフランスの統合政策（後に再統合戦争に発展）によるフランスの介入に悩まされ、1677年にマリー・ルイーゼに先立たれる、シャルロッテから離婚を拒否され続けるなど不幸続きだった。
息子のカール2世が選帝侯位を継いだが、1685年に嗣子なくして死去、プファルツ＝ジンメルン家が断絶すると遠縁のプファルツ＝ノイブルク公フィリップ・ヴィルヘルムが継承、ルイ14世は義妹の権利を主張して大同盟戦争（プファルツ継承戦争）を起こすことになった。プファルツは戦争で荒廃し宗教的寛容も失われたが、1720年にマンハイムで復活している。

## 子女

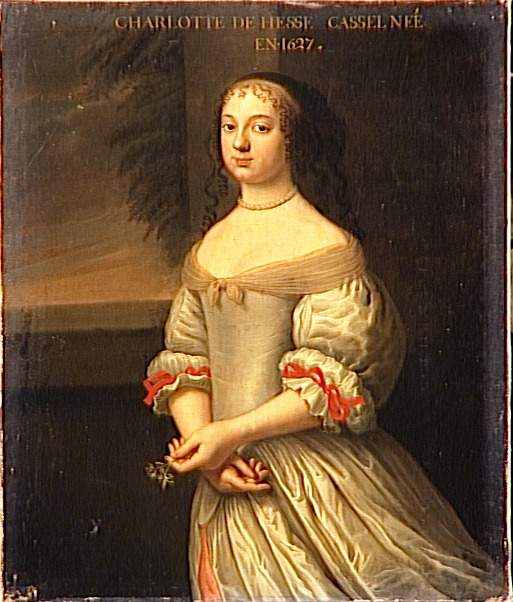
正妃シャルロッテ

1650年にヘッセン＝カッセル方伯ヴィルヘルム5世の娘シャルロッテ（1627年 - 1686年）と結婚したが、1657年に離婚を図り、周囲の許可は下りなかったが1663年にシャルロッテが実家に帰り、事実上離婚となった。
1. カール2世（1651年 - 1685年） - プファルツ選帝侯
2. エリーザベト・シャルロッテ（1652年 - 1722年） - オルレアン公フィリップ1世と結婚。
3. フリードリヒ（1653年）

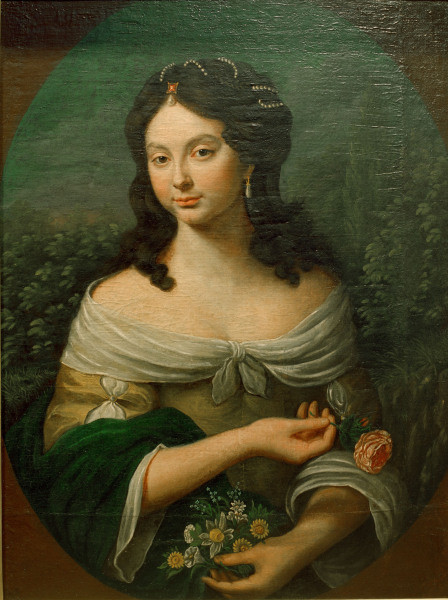
愛妾マリー・ルイーゼ

1658年にデーゲンフェルト男爵令嬢マリー・ルイーゼ（1634年 - 1677年）と再婚したが、貴賤結婚の上重婚であり、子供達に継承権は無かった。
1. カール・ルートヴィヒ（1658年 - 1688年）
2. カロリーネ・エリーザベト（1659年 - 1696年） - ションバーグ公メイナード・ションバーグと結婚。
3. ルイーゼ（1661年 - 1733年）
4. ルートヴィヒ（1662年）
5. アマーリア・エリーザベト（1663年 - 1709年）
6. ゲオルク・ルートヴィヒ（1664年 - 1665年）
7. フリーデリケ（1665年 - 1674年）
8. フリードリヒ・ヴィルヘルム（1666年 - 1667年）
9. カール・エドゥアルト（1668年 - 1690年）
10. ゾフィー（1669年）
11. カール・モーリッツ（1671年 - 1702年）
12. カール・アウグスト（1672年 - 1691年）
13. カール・カシミール（1675年 - 1691年）
14. 娘（1677年）

1679年に女官エリーザベト・ホーレンダーと再び貴賤結婚をし、1男をもうけた。
- カール・ルートヴィヒ・ホーレンダー（1681年4月17日シャフハウゼン生）

## 系譜
| カール・ルートヴィヒ | 父: フリードリヒ5世 (プファルツ選帝侯) | 祖父: フリードリヒ4世 (プファルツ選帝侯) | 曽祖父: ルートヴィヒ6世 (プファルツ選帝侯) |
| カール・ルートヴィヒ | 父: フリードリヒ5世 (プファルツ選帝侯) | 祖父: フリードリヒ4世 (プファルツ選帝侯) | 曽祖母: ヘッセン方伯女エリーザベト         |
| カール・ルートヴィヒ | 父: フリードリヒ5世 (プファルツ選帝侯) | 祖母: ルイーゼ・ユリアナ                 | 曽祖父: ウィレム1世 (オラニエ公)           |
| カール・ルートヴィヒ | 父: フリードリヒ5世 (プファルツ選帝侯) | 祖母: ルイーゼ・ユリアナ                 | 曽祖母: モンパンシエ公女シャルロット       |
| カール・ルートヴィヒ | 母: エリザベス                         | 祖父: ジェームズ1世 (イングランド王)     | 曽祖父: ヘンリー・ステュアート             |
| カール・ルートヴィヒ | 母: エリザベス                         | 祖父: ジェームズ1世 (イングランド王)     | 曽祖母: メアリー (スコットランド女王)      |
| カール・ルートヴィヒ | 母: エリザベス                         | 祖母: アン                               | 曽祖父: フレゼリク2世 (デンマーク王)       |
| カール・ルートヴィヒ | 母: エリザベス                         | 祖母: アン                               | 曽祖母: メクレンブルク公女ゾフィ―          |